# Batang Ayumi Jae
Batang Ayumi Jae is een bestuurslaag in het regentschap Padang Sidempuan van de provincie Noord-Sumatra, Indonesië. Batang Ayumi Jae telt 2349 inwoners (volkstelling 2010).